# Beinhaus zu Murten

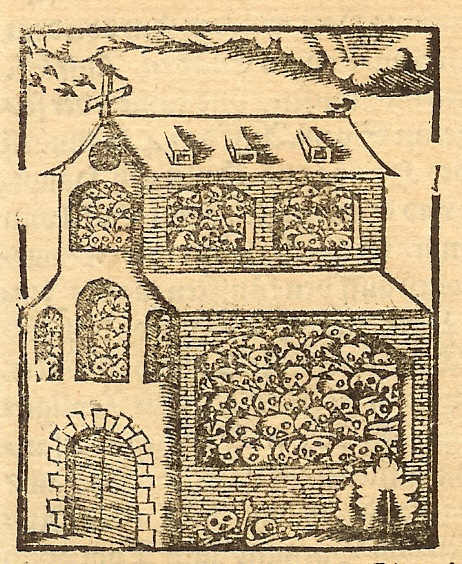
Das Beinhaus zu Murten in der Cosmographia Sebastian Münsters

Das  Beinhaus zu Murten war ein 1485 in Merlach westlich von Murten errichtetes Ossuarium für die Gebeine der am 22. Juni 1476 in der Schlacht bei Murten gefallenen Soldaten und Verbündeten Herzog Karls des Kühnen. Es wurde 1798 abgerissen.

## Geschichte
Nach dem für Burgund fatalen Ausgang der Schlacht bei Murten am 22. Juni 1476 wurde das Schlachtfeld mit etwa 10'000 gefallenen Burgundern und deren Verbündeten nach altem Herkommen für drei Tage von den Siegern unter Wilhelm Herter von Hertneck behauptet. Danach zwang man die Landeigentümer, die Toten zunächst an Ort und Stelle, danach in zwei Gruben zu bestatten. Etwa zehn Jahre nach der Schlacht wurden die Gebeine und Schädel exhumiert und in das eigens errichtete Beinhaus gebracht, das bis zur Decke gefüllt wurde. Die Initiative zur Errichtung des Beinhauses geschah auf Veranlassung des Priors der Katharinenkapelle zu Murten, Peter von Erlach. Das Beinhaus wurde bis zu seinem Abriss immer wieder auf Staatskosten renoviert. 1506 wurde es auf der Aussenseite mit Inschriften zu dem Ereignis der Schlacht versehen. Die Inschriften aus dem 16. Jahrhundert auf zwei Tafeln aus Stein und Erz wurden 1755 bei einer Renovierung des Beinhauses in das Rathaus von Murten gebracht und durch zwei Tafeln mit dem Zeitgeist folgenden Texten ersetzt, verfasst von Albrecht von Haller.
Am 3. März 1798 wurde das Beinhaus beim Durchmarsch französischer Truppen mit Billigung des französischen Oberkommandos von den aus Burgund stammenden Musikern der 75. Halbbrigade mit Unterstützung des mit Frankreich kollaborierenden waadtländischen Evakuations-Kommissars Junot geschleift. Zunächst hatte man vergeblich versucht, das Gebäude in Brand zu stecken und mit 30 bis 40 Pfund Schwarzpulver zu sprengen. Die Gebeine wurden in der Erde bestattet. Über den Grundmauern errichtete man einen Freiheitsbaum. Mit der Aktion wollte man die vermeintlich Frankreich angetane Schmach tilgen.
Der Freiheitsbaum wich einer Linde, die ihrerseits 1822 im Auftrag der Freiburger Kantonsregierung durch einen Obelisk ersetzt wurde.

## Baugeschichte
Der erste Bau um 1486 bestand aus zwei Räumen, einer Kapelle und dem Aufbewahrungsraum der Gebeine. 1506 wurde ein Neubau mit Geldern der Berner und Freiburger Regierung begonnen, in den ebenfalls eine Kapelle integriert wurde. Mit der Reformation endete die Nutzung der Kapelle. 1560 wurde das Gebäude erhöht und mit einem neuen Dach und äusserlichen Verzierungen versehen. 1755 wurden im Rahmen der Straßenarbeiten zwischen Murten und Pfauen das Dach und die Vorderseite unter Anbringung der Hallerschen Tafeln erneuert.

## Das Beinhaus zu Murten als frühes touristisches Ziel

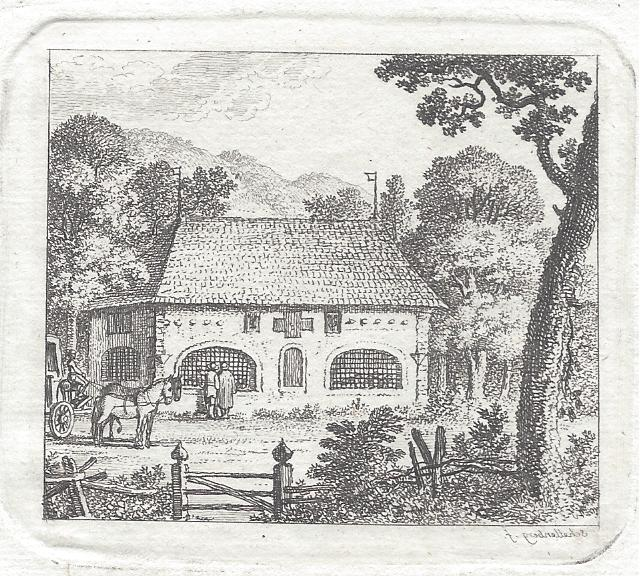
Reisende beim Betrachten des Beinhauses zu Murten, Vignette von Johann Rudolf Schellenberg um 1785, Straßenseite

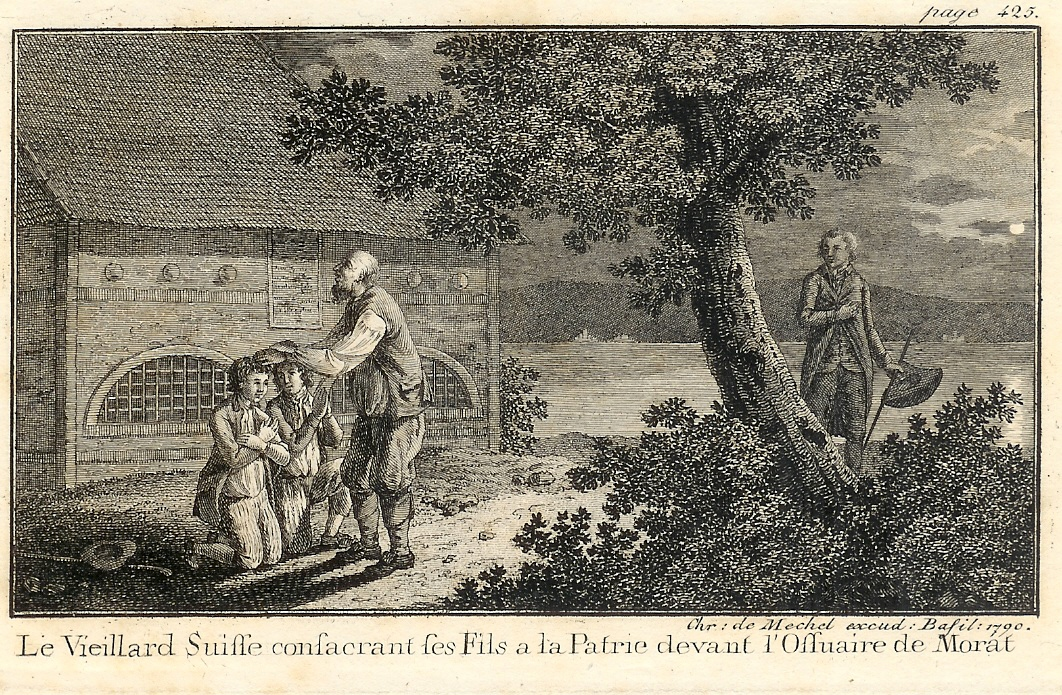
Der Schwur am Beinhaus zu Murten von Christian von Mechel 1790, Rückseite

Bis zu seinem Abriss erlangte das Beinhaus die Funktion einer nationalen Gedenkstätte und war ein wichtiges touristisches Ziel. Legenden, wie die vom schweizerhassenden Ritter Dürrenast, der nachts im  Beinhaus spuken und toben sollte, wurden reportiert. Giacomo Casanova berichtet im achten Kapitel des sechsten Buches seiner Lebenserinnerungen („Histoire de ma vie“) über die Besichtigung des Beinhauses. Goethe besuchte 1779 das Beinhaus, über dessen Besuch er Frau von Stein brieflich berichtete: Wir kamen tüchtig im Regen nach Murten ritten aufs Beinhaus und ich nahm ein Stükgen Hinterschädel von den Burgundern mit. Christoph Reimers schrieb 1788: Hier fanden wir viel mehr Inschriften an den Wänden, als weniger Gebeine und Schädel, als im Jahre 1782. Goethe verarbeitete 1826 die Eindrücke in einem Gedicht: «Im ernsten Beinhaus war’s wo ich beschaute». Einer der letzten prominenten Besucher war Napoleon, der das Beinhaus 1797 auf dem Weg zum Rastatter Kongress besichtigte.

## Die Inschriften
An der Fassade des Beinhauses waren Tafeln mit Inschriften angebracht. Die älteste Version aus Stein stammt von 1504–6 und wurde 1723 erneuert. Eine identische Zweitinschrift wurde im Jahr 1564 in Bronze angefertigt.
Anlässlich der Erneuerungsarbeiten 1755 fragte die Berner Regierung bei Albrecht von Haller an, ob die alten Inschriften renoviert oder neugestaltet werden sollten. Haller verwarf in seinem Antwortschreiben vom 29. Oktober 1755 an den Berner Schultheissen von Diesbachden den alten Text und legte zwei von ihm neu verfasste Texte auf Latein mit Angaben zum Beinhaus sowie das untenstehende Gedicht auf Deutsch vor. Die Texte wurden von der Regierung angenommen und durch den Berner Bildhauer Johann Friedrich Funk I. auf zwei Tafeln aus schwarzem Marmor an der Aussenfassade des Beinhauses angebracht.
Der Evakuationskommissar Junot ließ 1797 die Bronzeplatte von 1564 nach Paris verbringen, wo sie heute in der Bibliothèque nationale de France aufbewahrt wird. Die steinernen Tafeln werden im Stadtmuseum von Murten aufbewahrt.

### Die 1723 erneuerte Inschrift (1504)
D. O. M. Caroli inclyti, et fortissimi Burgundiae ducis exercitus Muratum obsidens, ab Helvetiis caesus, hoc sui monumentum reliquit anno 1476

### Albrecht von Haller (1755)
Steh, still, Helvetier! / hier ligt das kühne Heer, Vor welchem Lütich fiel, u. Frankreichs Thron erbebte. / Nicht unsrer Ahnen Zahl, nicht künstlichers Gewehr, Die Eintracht schlug den Feind, die ihren Arm belebte. / Lernt, Brüder, eüre Macht, sie ligt in eürer Treü, O würde sie noch izt, bei jedem Leser neü!

### Auf dem Obelisk (1822)

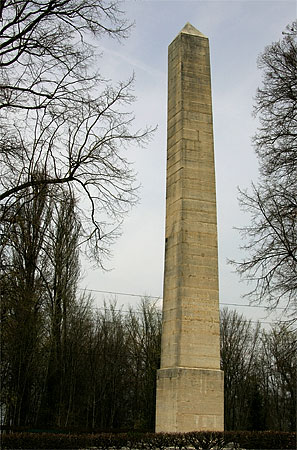
Der Obelisk auf dem Standort des Beinhauses in Merlach

Victoriam / XXII Jun. MCCCCLXXVI / Patrum Concordia / Partam / Novo signat Lapide / Respublica Friburg. / MDCCCXXII